# Аума-Вайдаталь
Аума-Вайдаталь (нім. Auma-Weidatal) — місто в Німеччині, розташоване в землі Тюрингія. Входить до складу району Грайц.
Площа — 55,75 км2. Населення становить 3353 ос. (станом на 31 грудня 2021).